# Алчевська міська територіальна громада
Алчевська міська громада — номінально утворена громада в Україні, в Алчевському районі Луганської області. Адміністративний центр — місто Алчевськ. Територія громади окупована військами РФ.
Площа громади — 777,5 км², населення — 184 тисячі мешканців (2020).

## Населені пункти
У складі громади: міста: Алчевськ, Зоринськ, Кипуче, Перевальськ; селища: Байрачки, Біле, Боржиківка, Бугаївка, Голубівка, Городище, Депрерадівка, Карпати, Круглик, Михайлівка, Міус, Селезнівка, Селезнівське, Софіївка, Фащівка, Центральний, Чорнушине, Юріївка, Ящикове; села: Адріанопіль, Вергулівка, Городнє, Кам'янка, Малоіванівка, Малокостянтинівка, Новоселівка, Петрівка, Тімірязєве, Троїцьке, Утчине, Чорногорівка.